# 伊萬·休特菲爾德號巡防艦
伊萬·休特菲爾德號巡防艦（丹麥語：Iver Huitfeldt，舷號：F361）或譯為伊瓦·胡伊特菲爾特號，為丹麥皇家海軍伊萬·休特菲爾德級巡防艦首艦。

## 艦史

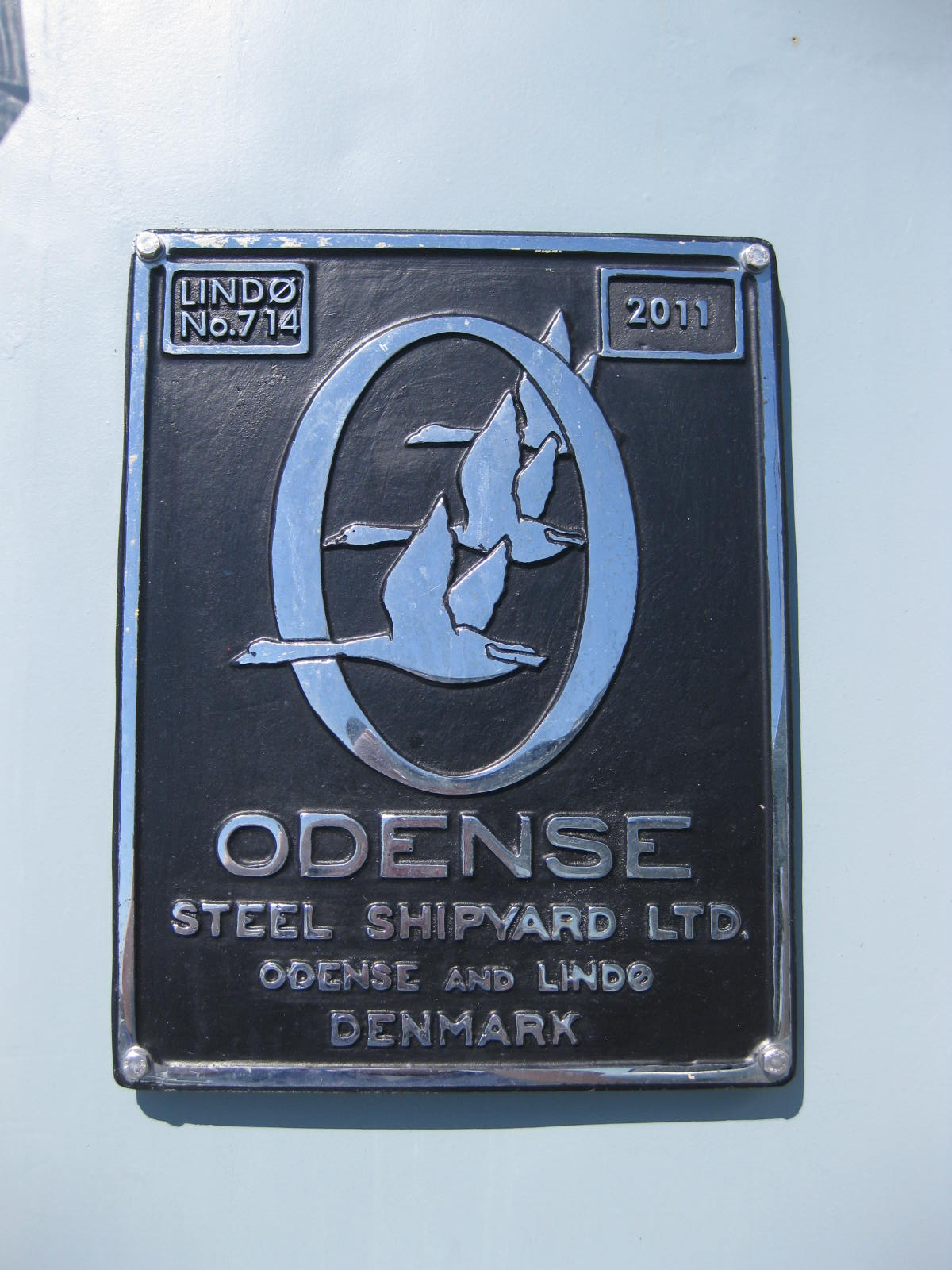
艦上銘牌，可見造船廠資訊和廠方編號等資訊。
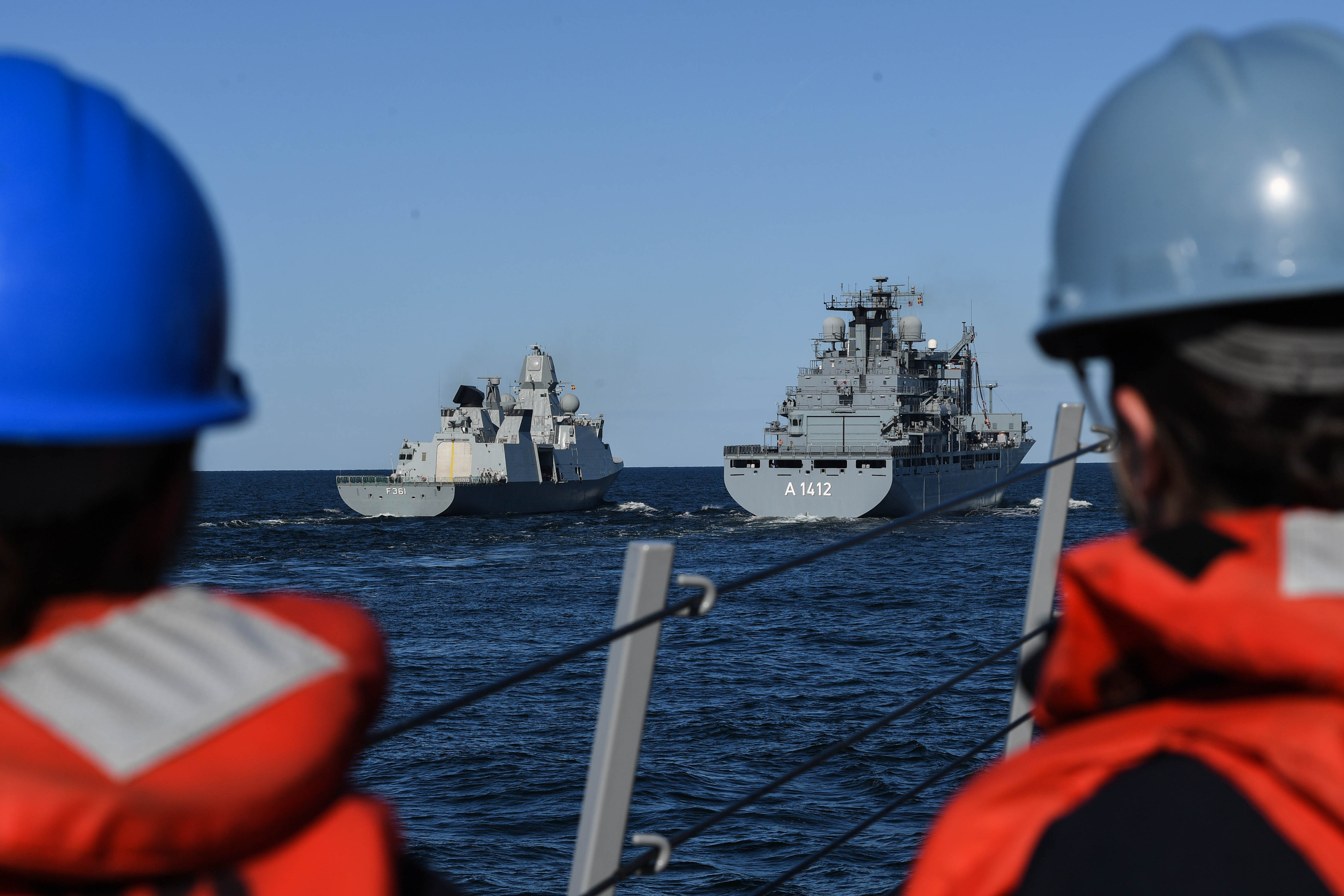
2018年6月6日演習中，德國海軍的柏林级补给舰法蘭克福號（A 1412）為伊萬·休特菲爾德號進行補給，攝於阿利·伯克級驅逐艦班布里奇號。
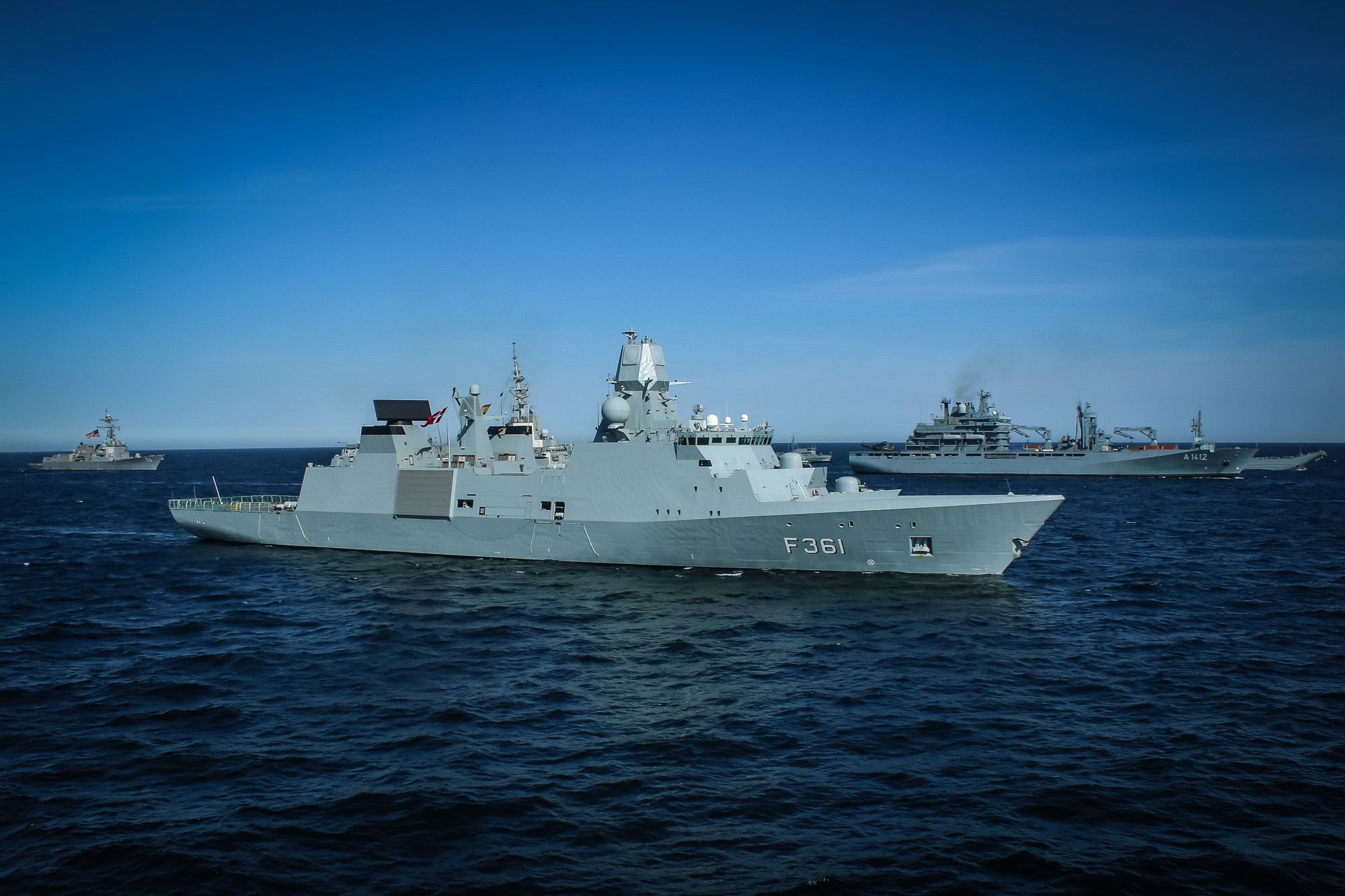
2018年6月9日演習中的伊萬·休特菲爾德號，右後方為德國海軍的柏林级补给舰法蘭克福號（A 1412），左後為美國海軍阿利·伯克級驅逐艦班布里奇號。
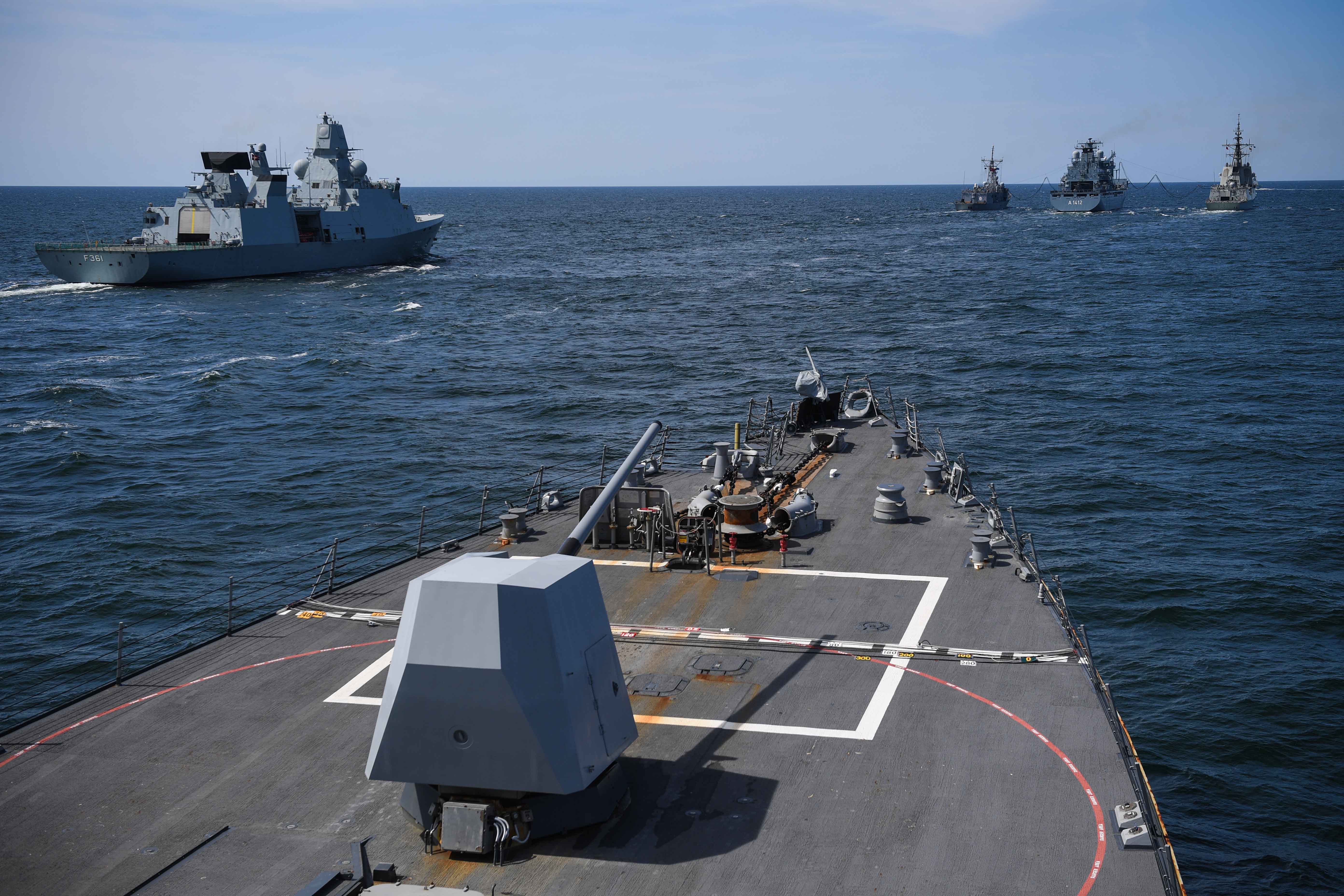
2018年6月9日演習中，德國海軍的柏林级补给舰法蘭克福號（A 1412）依序為，參演艦艇補給，圖左為伊萬·休特菲爾德號，攝於阿利·伯克級驅逐艦班布里奇號。

2012年10月16日，伊萬·休特菲爾德號從母港科瑟海軍基地駛向亞丁灣，此次任務是2012年9月29日反海盜行動「海洋之盾」的一部分。伊萬·休特菲爾德號參加了行動直到2013年4月。
丹麥時間2015年9月17日下午3點，「伊萬·休特菲爾德號」參與了與中華人民共和國在丹麥西蘭島北方海域的操演，操演主要項目有雙方艦艇的通訊、會合和編隊運動等，中國人民解放軍海軍派出濟南號驅逐艦、益陽號巡防艦和千島湖號補給艦。
2018年6月6日，參與美國、德國等在波羅的海舉行的「波羅的海行動」（BALTOPS）演習，此次演習也是北歐地區規模最大的演習之一。

## 攝影集

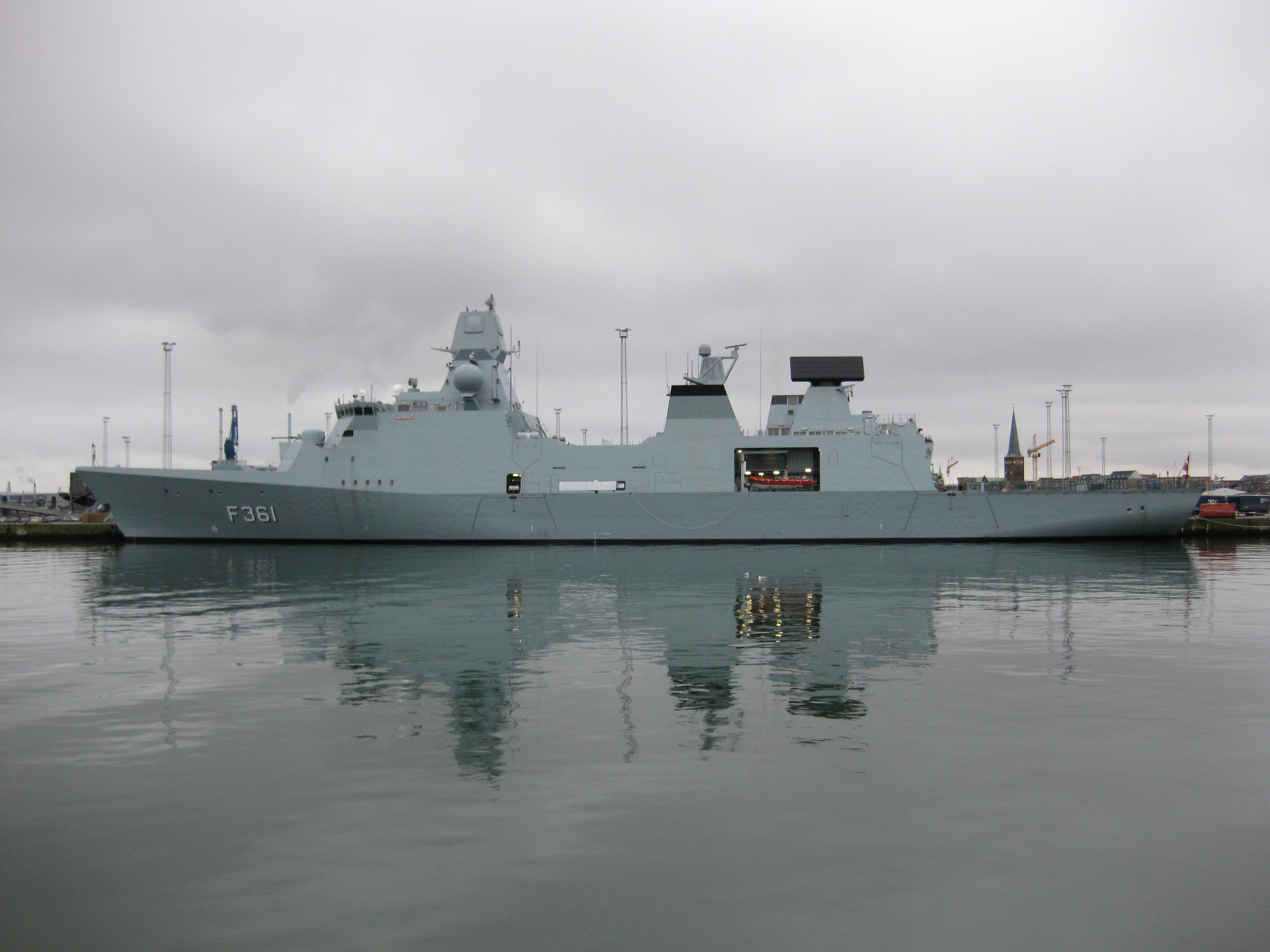
2012年進行訪問的伊萬·休特菲爾德號。
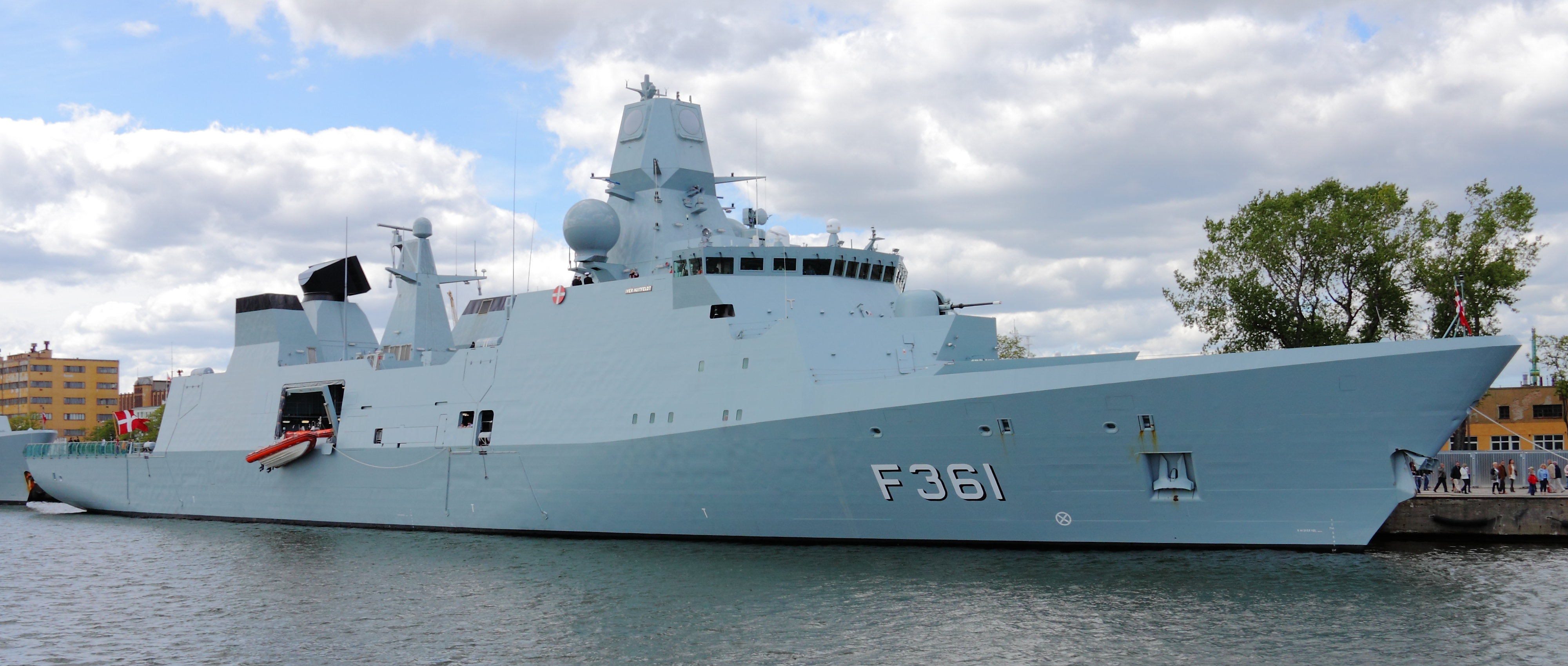
2012年靠泊波蘭格地尼亞的伊萬·休特菲爾德號。
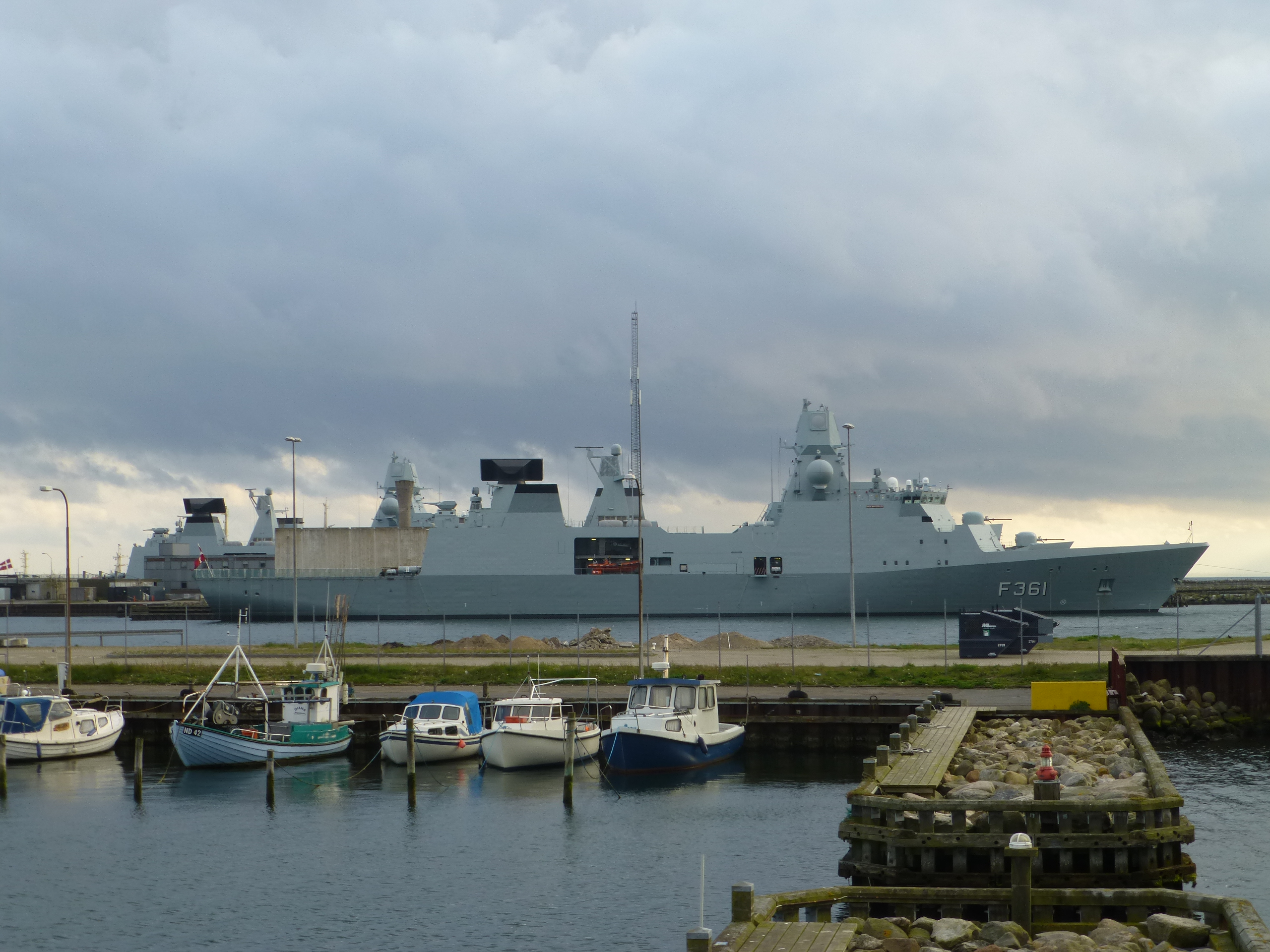
靠泊母港科瑟海軍基地（丹麥語：Flådestation Korsør）的伊萬·休特菲爾德號，攝於2015年。
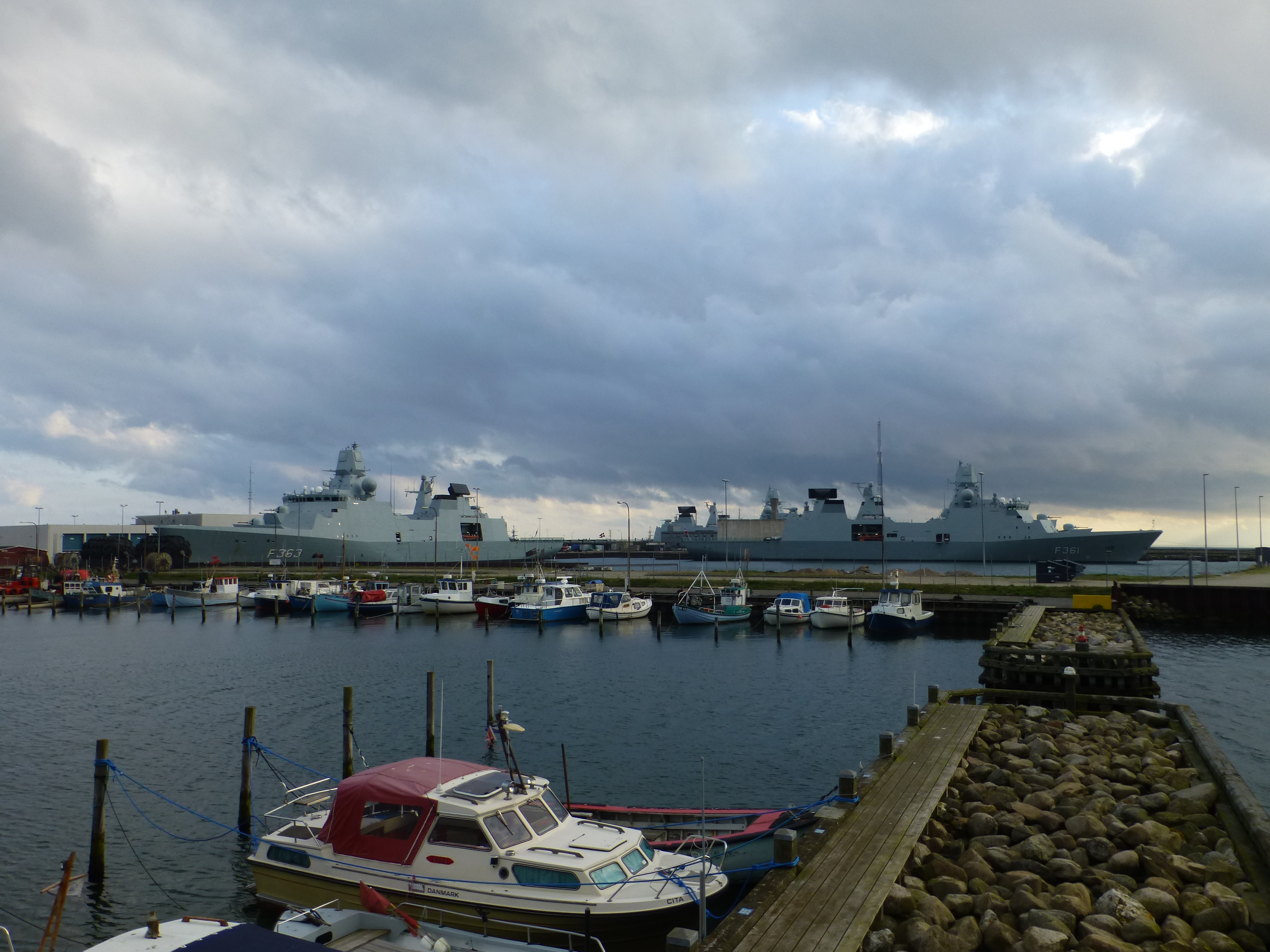
靠泊母港科瑟海軍基地（丹麥語：Flådestation Korsør）的伊萬·休特菲爾德號（圖右）與同型艦尼爾斯·朱爾號（丹麥語：F363 Niels Juel），攝於2015年。
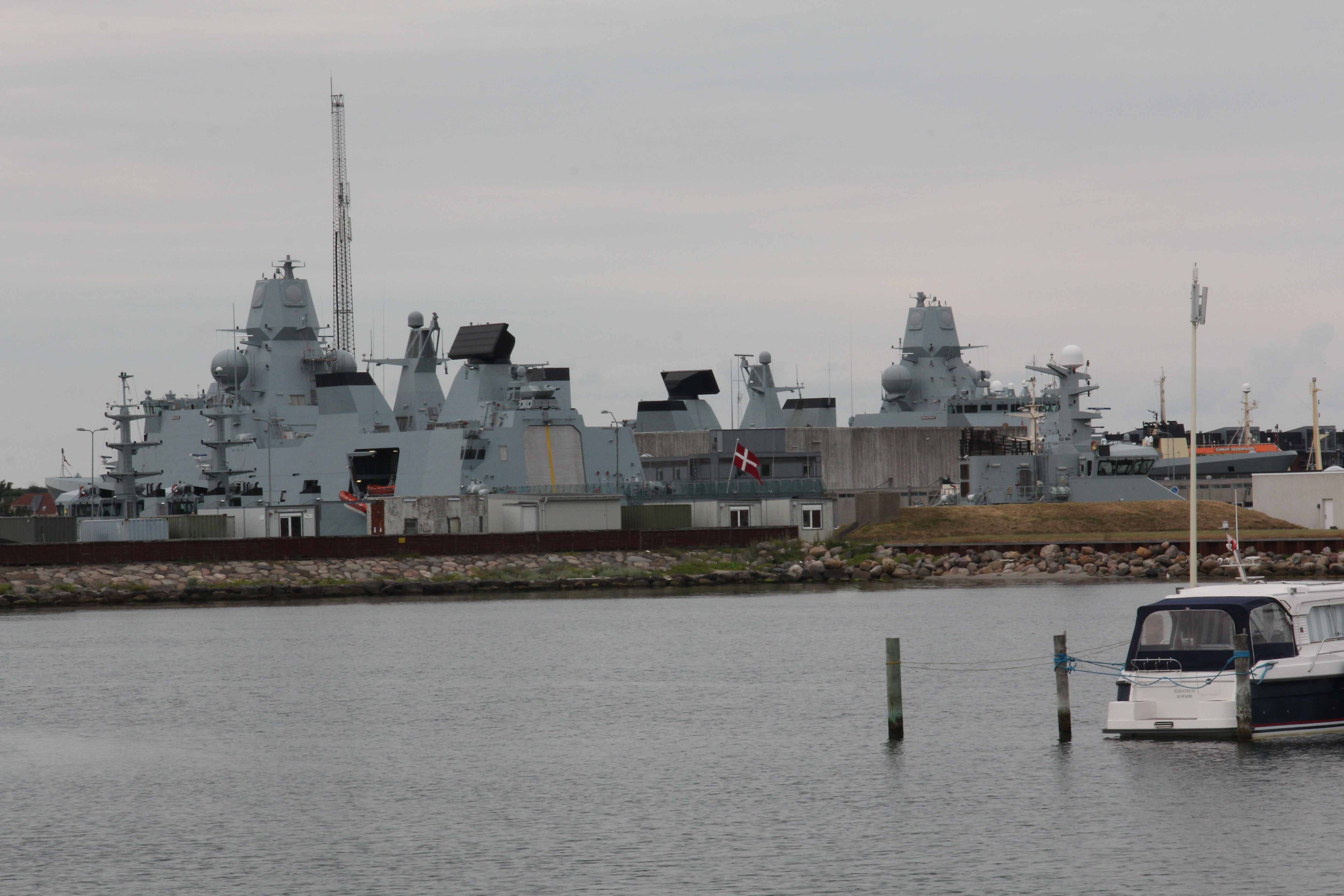
靠泊母港科瑟海軍基地（丹麥語：Flådestation Korsør）的伊萬·休特菲爾德號（右）與同型艦尼爾斯·朱爾號（丹麥語：F363 Niels Juel）（左二），攝於2015年。
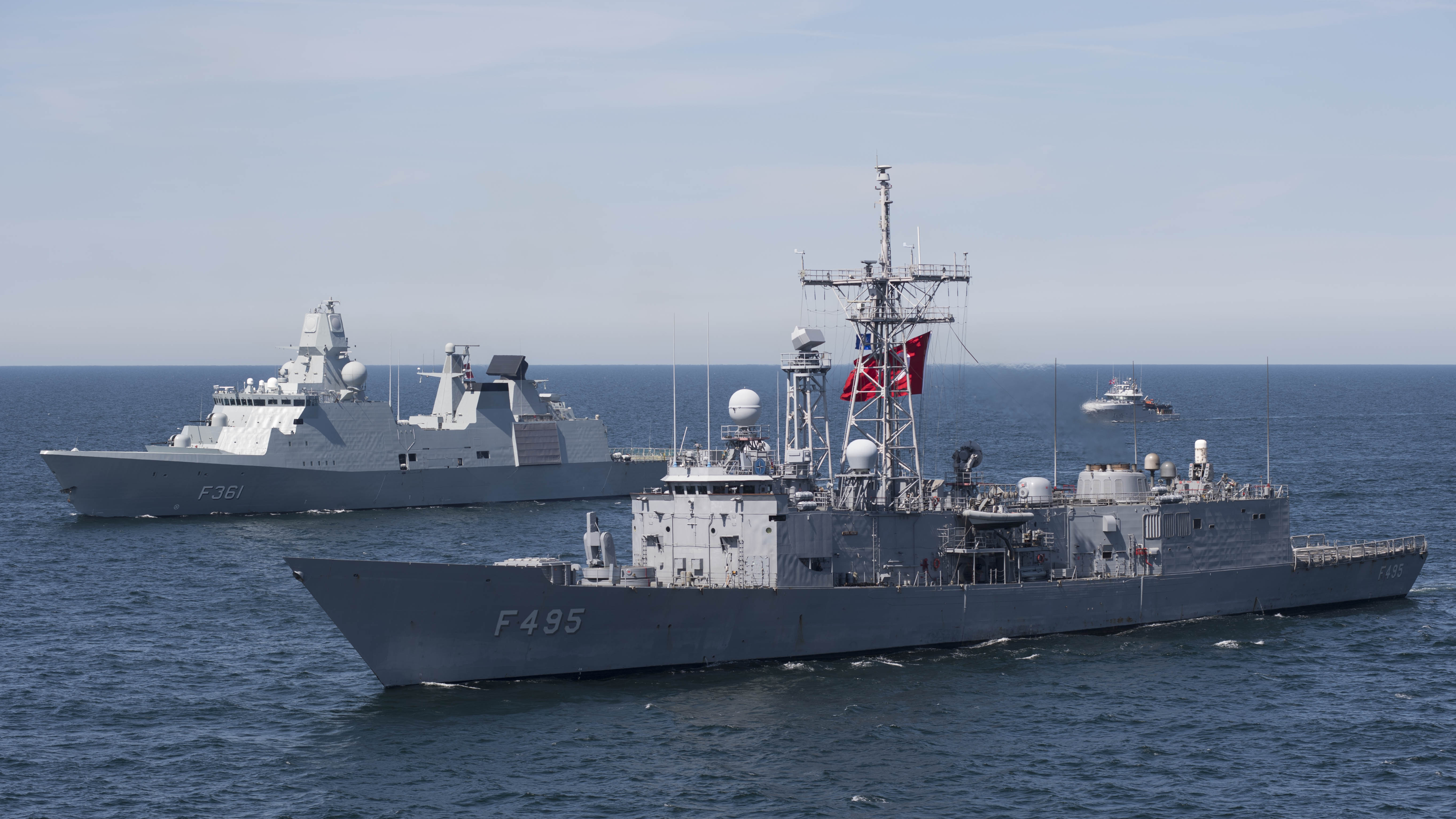
2018年6月9日演習中的伊萬·休特菲爾德號，右為土耳其海军加濟安泰普級巡防艦蓋迪茲號。

### 姊妹艦
- 彼得·威勒莫斯號巡防艦（丹麥語：F362 Peter Willemoes）
- 尼爾斯·朱爾號巡防艦（丹麥語：F363 Niels Juel）

## 資料來源
1. ↑  Muradian, Vago. . Defense & Aerospace Report. 2016-11-29  [2020-02-29]. （原始内容存档于2019-03-31）.
2. ↑  .   [2020-02-29]. （原始内容存档于2017-12-04）.
3. ↑  .   [2022-05-29]. （原始内容存档于2020-05-13）.
4. ↑  .   [2020-02-29]. （原始内容存档于2020-05-13）.